# Björnön-Varö
Björnön-Varö este o arie protejată (arie de protecție specială avifaunistică — SPA) din Suedia întinsă pe o suprafață de 97,6 ha, integral pe uscat.

## Localizare
Centrul sitului Björnön-Varö este situat la coordonatele 56°08′42″N 15°47′42″E / 56.145°N 15.7951°E.

## Înființare
Situl Björnön-Varö a fost declarat arie de protecție specială avifaunistică în decembrie 1996 pentru a proteja 20 de specii de animale.

## Biodiversitate
Situată în ecoregiunile continentală și marină baltică, aria protejată nu include niciun habitat protejat.
La baza desemnării sitului se află mai multe specii protejate de  păsări (20): rață lingurar (Anas clypeata), rață pitică (Anas crecca), rață fluierătoare (Anas penelope), gâscă cenușie (Anser anser), rața moțată (Aythya fuligula), erete de stuf (Circus aeruginosus), lebădă de iarnă (Cygnus cygnus), rață catifelată (Melanitta fusca), ferestrașul mare (Mergus merganser), Mergus serrator, culic mare (Numenius arquata), Phalacrocorax carbo sinensis, bătăuș (Philomachus pugnax), eider (Somateria mollissima), chiră mică (Sterna albifrons), chiră de baltă (Sterna hirundo), Sterna paradisaea, călifar alb (Tadorna tadorna), fluierar de mlaștină (Tringa glareola), fluierarul cu picioare roșii (Tringa totanus).